# Rio das Antas (Rio Taquari)
Der Rio das Antas ist der 367 km lange linke Quellfluss des Rio Taquari im Bundesstaat Rio Grande do Sul im Südosten von Brasilien. Der Rio das Antas entwässert ein Areal von etwa 14.900 km².

## Flusslauf
Der Rio das Antas entspringt im äußersten Nordosten von Rio Grande do Sul auf einer Höhe von etwa 1220 m. Das Quellgebiet liegt am Ostrand des Brasilianischen Berglandes 55 km von der Atlantikküste entfernt. Der Rio das Antas fließt in überwiegend westlicher Richtung vom Meer wegwärts. Er schlängelt sich dabei durch das Hochland. Das Wasserkraftpotential des Gewässers wird schon in einem großen Maße ausgenutzt. Es befinden sich mehrere Wasserkraftwerke mit Talsperren oder Wehren entlang dem Flusslauf. Bei Flusskilometer 242 befindet sich die Talsperre Pezzi. Bei Flusskilometer 230 wird der Fluss von der Talsperre Passo do Meio aufgestaut. Das zugehörige Wasserkraftwerk befindet sich bei Flusskilometer 227 am linken Flussufer. Bei Flusskilometer 212 und 206 befinden sich die Wasserkraftwerke Cavalinhos I und Cavalinhos II. Der Rio Quebra-Dentes trifft bei Flusskilometer 170 von rechts auf den Rio das Antas. Bei Flusskilometer 94 wird der Fluss an der Talsperre Castro Alves aufgestaut. Ein Tunnel führt das Wasser zum gleichnamigen Wasserkraftwerk, das bei Flusskilometer 72 am rechten Flussufer liegt. Bei Flusskilometer 70 mündet der Rio Turvo von Norden kommend in den Rio das Antas. Bei Flusskilometer 64 befindet sich am oberen Ende einer Flussschleife ein Wehr. Das zugehörige Wasserkraftwerk Monte Claro (130 MW) befindet sich bei Flusskilometer 46. Es nutzt einen Höhenunterschied von 38,5 m. Bei Flusskilometer 17 befindet sich am oberen Ende einer Flussschleife ein weiteres Wehr. Das am unteren Ende der Flussschleife gelegene Wasserkraftwerk 14 de Julho (100 MW) nutzt einen Höhenunterschied von 33,5 m. Der Rio das Antas trifft schließlich auf einer Höhe von etwa 70 m auf den von Norden kommenden Rio Carreiro und vereinigt sich mit diesem zum Rio Taquari. Der Rio das Antas ist dessen Hauptquellfluss.

## Wasserkraftwerke
Entlang dem Flusslauf befinden sich mehrere Wasserkraftwerke, entweder in Betrieb oder kurz vor deren Fertigstellung.
| Name          | Inbetrieb- nahme | Leistung in MW | Lage                   |
| ------------- | ---------------- | -------------- | ---------------------- |
| Pezzi         |                  | 19             | 28,7917° S, 50,5647° W |
| Passo do Meio |                  | 19             | 28,8168° S, 50,6191° W |
| Cavalinhos I  |                  | 25             | 28,7958° S, 50,7291° W |
| Cavalinhos II |                  | 29             | 28,7912° S, 50,7452° W |
| Castro Alves  | 2008             | 130            | 29,023° S, 51,458° W   |
| Monte Claro   | 2004             | 130            | 29,0231° S, 51,5328° W |
| 14 de Julho   | 2008             | 100            | 29,0695° S, 51,6749° W |

- Karte mit allen Koordinaten:
- OSM |
- WikiMap